# Robert Young
Robert Young (Chicago, Illinois, Estats Units, 22 de febrer de 1907 – Westlake Village, Califòrnia, Estats Units, 21 de juliol de 1998) va ser un popular actor estatunidenc, molt conegut pels seus papers protagonistes en dues sèries de llarga durada, el de Jim Anderson, el pare de Father Knows Best, i el del doctor Marcus Welby en Marcus Welby, M. D. 
Young va actuar en un centenar pel·lícules en una carrera cinematogràfica que es va estendre des de 1931 al 1952.

## Cinema
Després d'actuar al teatre, Young va signar un contracte amb la Metro-Goldwyn-Mayer -l'estudi que tenia més estrelles que el cel-, i malgrat tenir un estatus de "nivell B", va treballar amb algunes de les més il·lustres actrius de l'estudi, com ara Margaret Sullavan, Norma Shearer, Joan Crawford, Helen Hayes, Luise Rainer, i Helen Twelvetrees, entre moltes d'altres. Tanmateix, la majoria dels seus treballs eren en pel·lícules de sèrie B, i que requerien únicament dues o tres setmanes de rodatge. Els actors relegats a aquest tipus de films actuaven, tal com va fer Young, en sis o vuit títols anuals.
Va aconseguir un dels seus papers més agraïts al final de la seva carrera amb la MGM, en la pel·lícula H. M. Pulham, Esq., en la qual Hedy Lamarr va aconseguir una de les seves poques actuacions reconegudes. L'esmentat paper se li va assignar, ja que actors de la sèrie A com Robert Montgomery l'havien rebutjat.
Després d'acabar el seu contracte amb MGM, la seva carrera va continuar prosperant, i Young va protagonitzar comèdies lleugeres així com drames mordaços per a estudis com 20th Century Fox, United Artists, i RKO Pictures. A partir de 1943, Young va assumir papers més desafiadors, en què va revelar una profunditat dramàtica i una versatilitat no explotades per la MGM. Claudia, The Enchanted Cottage, They Won't Believe Me, The Second Woman, i Crossfire estaven entre les seves moltes pel·lícules posteriors, en les quals no sols va ser ben acceptat pel públic, sinó que també va rebre elogis de la crítica. El seu retrat de personatges poc simpàtics en algunes d'aquestes pel·lícules va ser aplaudit per nombrosos crítics.

## Televisió
Després del seu pas pel cinema, va iniciar la seva carrera televisiva, la qual es va estendre fins a 1988. És conegut pel seu paper en la sèrie Father Knows Best (1949-1954 a la ràdio, 1954-1960 a la televisió), pel qual ell i la seva companya de repartiment, Jane Wyatt, van guanyar alguns Emmy. Posteriorment, Young va crear, va produir i va protagonitzar la sèrie Window on Main Street (1961-1962), la qual només va durar sis mesos.
Va aconseguir un dels seus papers més agraïts al final de la seva carrera amb la MGM, en la pel·lícula H. M. Pulham, Esq., en la qual Hedy Lamarr va aconseguir una de les seves poques actuacions reconegudes. L'esmentat paper se li va assignar, ja que actors de la sèrie A com Robert Montgomery l'havien rebutjat.
Més endavant, es va fer famós per Marcus Welby, M. D. (1969-1976), amb la que va guanyar un Emmy per al millor actor en una sèrie dramàtica. Young va arribar a estar tan ben identificat amb el paper que es va fer famós amb l'anunci d'un medicament, en el qual apareixia amb una bata i deia: "No sóc metge, però n'interpreto un a la TV". Va continuar fent anuncis de televisió fins a finals dels anys vuitanta.
Robert Young té dues estrelles en el Passeig de la Fama de Hollywood, l'una per la seva contribució al cinema en el 6933 de Hollywood Boulevard i una altra pel seu treball televisiu en el 6358.

## Vida personal
Els pares de Young eren un immigrant irlandès i una nord-americana. Es va graduar a l'Abraham Lincoln High School de Los Angeles.
Va estar casat amb Betty Henderson des de 1933 fins a la mort d'ella, el 1994. Van tenir quatre fills.
Malgrat el fet que sempre va representar personatges feliços i ben adaptats, Young va patir depressions i alcoholisme, la qual cosa va contribuir al seu intent de suïcidi el 1991. Posteriorment, parlava planerament dels seus problemes en un esforç per animar gent en situació similar. El Robert Young Center for Community Mental Health, a Rock Island, Illinois, és un extens centre de salut mental, anomenat així en el seu honor.
Young va morir a la seva casa de Westlake Village, Califòrnia, als 91 anys, a causa d'una fallada respiratòria. Va ser enterrat al cementiri Forest Lawn Memorial Park, a Glendale, Califòrnia.

## Filmografia

### Cinema
- 1931: The Sin of Madelon Claudet d'Edgar Selwyn
- 1932: The Kid from Spain de Leo McCarey
- 1932: Strange Interlude de Robert Z. Leonard
- 1933: Today we live de Howard Hawks
- 1934: Mística i rebel (Spitfire) de John Cromwell
- 1934: The House of Rothschild d'Alfred L. Werker
- 1935: West Point of the Air de Richard Rosson
- 1935: Red Salute de Sidney Lanfield
- 1935: The Bride Comes Home de Wesley Ruggles
- 1936: Agent secret d'Alfred Hitchcock
- 1936: Sworn Enemy d'Edwin L. Marin
- 1936: The Bride Walks Out de Leigh Jason
- 1936: Stowaway de William A. Seiter
- 1937: Dangerous Number de Richard Thorpe
- 1937: I Met Him in Paris de Wesley Ruggles
- 1937: The Bride Wore Red de Dorothy Arzner
- 1937: Navy Blue and Gold de Sam Wood
- 1938: Three Comrades de Frank Borzage
- 1938: Josette et compagnie d'Allan Dwan
- 1938: Riche man, poor man de Reinhold Schunzel
- 1938: The Toy Wife de Richard Thorpe
- 1939: The Shining Hour de Frank Borzage
- 1939: Miracles for Sale de Tod Browning
- 1939: Honolulu d'Edward Buzzell
- 1940: Northwest Passage de King Vidor
- 1940: The Mortal Storm de Frank Borzage
- 1941: Western Union de Fritz Lang
- 1941: Lady Be Good de Norman Z. McLeod
- 1942: Journey for Margaret de W. S. Van Dyke
- 1943: Slightly dangerous, de Wesley Ruggles
- 1943: Sweet Rosie O'Grady d'Irving Cummings
- 1943: Claudia d'Edmund Goulding
- 1944: The Canterville Ghost de Jules Dassin i Norman Taurog
- 1945: Miracle d'amor (The Enchanted Cottage) de John Cromwell
- 1947: They Won't Believe Me d'Irving Pichel
- 1947: Crossfire d'Edward Dmytryk
- 1948: Sitting Pretty de Walter Lang
- 1949: That Forsyte Woman de Compton Bennett
- 1949: Bride for Sale de William D. Russell
- 1951: Good bye my fancy de Vincent Sherman
- 1954: Le Secret des Incas de Jerry Hopper

### Televisió
- 1954 - 1960: Father Knows Best (sèrie TV): Jim Anderson
- 1965: Docteur Kildare (sèrie TV): Dr. Gilbert Winfield
- 1968: The Name of The Game (sèrie TV): Herman Allison
- 1969-1976: Marcus Welby M. D. (sèrie TV): Dr. Marcus Welby
- 1984: The Return of Marcus Welby, M. D. (Telefilm): Dr. Marcus Welby